# Пэк Нам Ун
Пэк Нам Ун (кор. 백남운?, 白南雲?, 11 февраля 1894, провинция Чолла-Пукто, Корея — 1979, по другим источникам 1986) — корейский государственный и политический деятель, историк. Иностранный член Академии наук СССР.
Родился в крестьянской семье. Образование получил в токийском Коммерческом институте, по окончании которого в период с 1924 по 1938 год преподаёт экономику и историю в сеульском колледже «Енхи». Участник революционной, национально-освободительной борьбы корейского народа против японского колониального господства, в связи с чем в 1938—1941 годах был заключён в японскую тюрьму. После освобождения Кореи от японских войск в 1945 году Пэк Нам Ун становится председателем Новой народной партии Южной Кореи, затем заместителем председателя ЦК Трудовой партии Южной Кореи и председателем Демократического национального фронта Южной Кореи.
В 1947 году Пэк Нам Ун переезжает на север Корейского полуострова. С 1948 года он — депутат Верховного собрания КНДР. В 1948—1956 годы он занимает пост министра просвещения КНДР. В 1953 году учёный избирается действительным членом Академии наук КНДР, в 1956—1961 годах он — президент Академии. В июне 1958 года Пэк Нам Ун становится иностранным членом Академии наук СССР.
С 1956 года, на проведённом III съезде Трудовой партии Кореи, Пэк Нам Ун избирается кандидатом в члены ЦК ТПК. В 1961, на IV съезде ТПК он становится членом ЦК ТПК. В период с 1961 по 1967 год Пэк Нам Ун занимает пост заместителя председателя Президиума Верховного народного собрания КНДР. С декабря 1967 года он — его председатель, то есть формально занимает пост главы государства.
Пэк Нам Ун являлся одним из первых историков-марксистов Кореи, работавшим в этой области ещё в 1930-е годы. В этот период выходят в свет две его основополагающие работы — «Социально-экономическая история Кореи» (Токио, 1933) и «Социально-экономическая история феодальной Кореи» (т.1, Токио, 1937).